# Грэм, Маргарет Ноуэлл
Маргарет Ноуэлл Грэм (англ. Margaret Nowell Graham; 1867—1942) — американская художница.

## Биография
Родилась в 1867 году в Лоуэлле, штат Массачусетс, в семье Чарльза Фостера Ноуэлла и его жены — Анны Мари Чейз.
Училась живописи в Бостонской школе Музея изящных искусств. Являлась членом Бостонского художественного клуба, Американской федерации искусств и Лиги искусств южных штатов.
Маргарет Грэм работала акварелью, создавая пейзажи и цветы в Марблхеде, штат Массачусетс, и Уинстон-Сейлеме, штат Северная Каролина. Её работы были признаны в Новой Англии и на Юге США, подтверждением этого являются первые премии в конкурсах North Carolina Federation of Women’s Club Arts в 1923, 1924 и 1925 годах. Работы художницы находятся в Пенсильванской академии изящных искусств, Доме-музее американского искусства Рейнольдсов, Университете Уэйк Форест и в частных коллекциях.
Её акварельные работы печатаются по настоящее время на обложках журналов: Wake Forest Alumni Magazine (2002) и Magnolia (2013).
Умерла в 1942 году в Уинстон-Сейлеме, Северная Каролина, и была похоронена на городском кладбище Salem Cemetery.
В её честь существует Художественный фонд Маргарет Ноуэлл Грэм в Уинстон-Сейлеме и Мемориальный лекционный фонд Маргарет Ноуэлл Грэм в Музее Пибоди в Эссексе в городе Сейлем, штат Массачусетс.

## Семья
Маргарет Ноуэлл вышла замуж за Джозефа Грэма, менеджера по транспорту RJ Reynolds Tobacco Company. У них были дети:
- Грегори Ноуэлл Грэм,
- Кэтрин Грэм[англ.] (1898—1986),
- Джозеф Льюис Грэм-младший (1903—1905),
- Джон Стивенс Грэм[англ.] (1905—1976).